# Municipio de Sigulda
El municipio de Siguldas (en Letón: Siguldas novads) es uno de los 36 municipios de Letonia, que abarca una pequeña porción del territorio de dicho país báltico. Fue creado durante el año 2003 después de una reorganización territorial. La capital es la villa de Sigulda.

## Subdivisiones
- Allažu pagasts (zona rural)
- Mores pagasts (zona rural)
- Sigulda (villa)
- Siguldas pagasts (zona rural)

## Población y territorio
Su población se encuentra compuesta por un total de 17.579 personas (2009). La superficie de este municipio abarca una extensión de territorio de unos 359,9 kilómetros cuadrados. La densidad poblacional es de 48,84 habitantes por cada kilómetro cuadrado.